# Burny

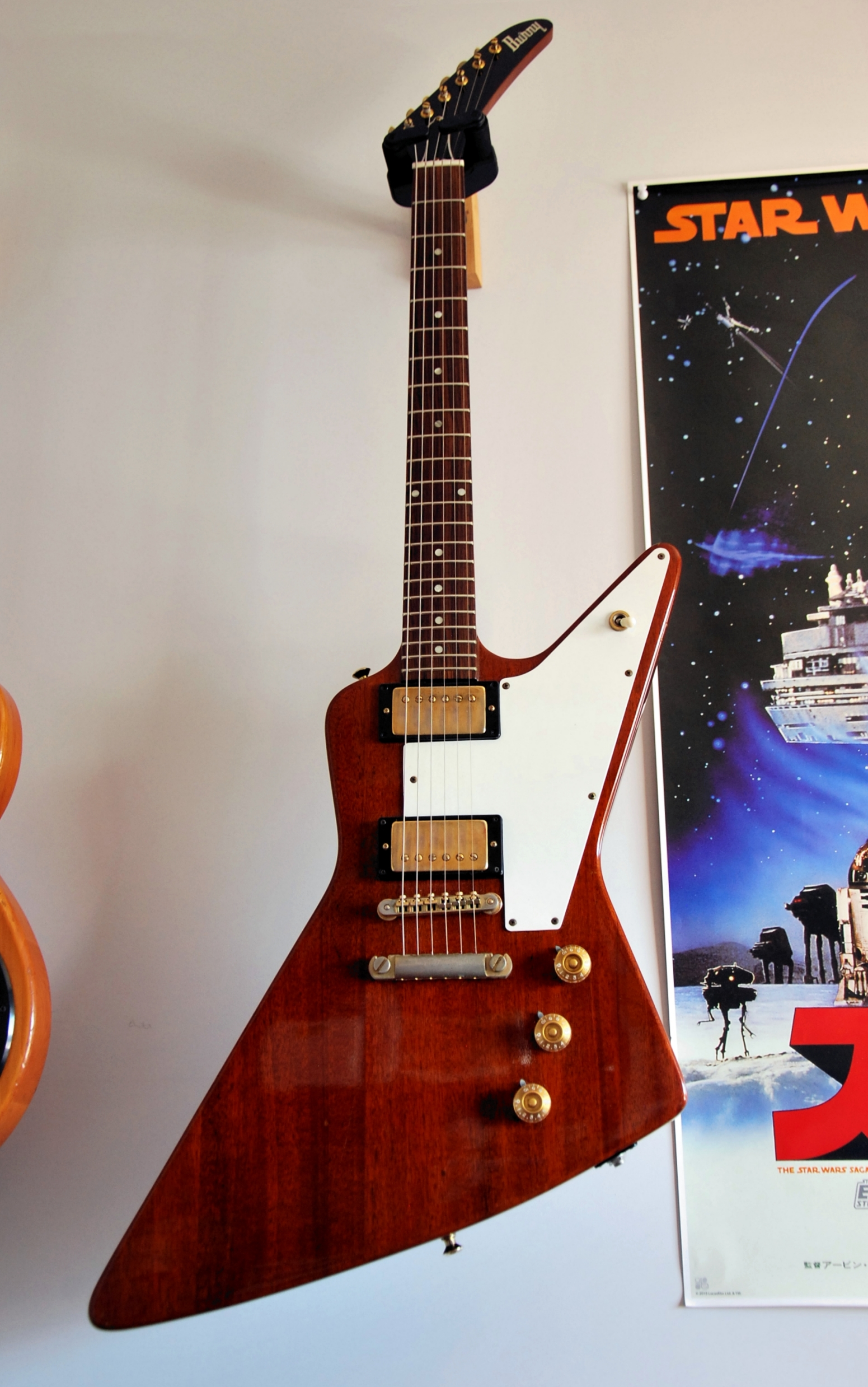
Guitarra Burny REX80, modelo Explorer, produzida pela Burny no Japão em 1981, equipada com captadores Bare Knuckle Riff Raff envelhecidos.

Burny é uma linha de cópias das guitarras Gibson produzida pela Fernandes Guitars.

## História
A Fernandes foi estabelecida em 1969 no Japão. A marca Burny foi mais utilizada para as cópias da Gibson, e a marca Fernandes para as cópias da Fender. A Fernandes inicialmente fazia guitarras acústicas e começou a fabricar guitarras elétricas em meados de 1971 ou 1972, e as primeiras Burny eram SG's, Firebirds e Juniors/specials. Elas estão presentes no catálogo de 1973 . Os modelos Les Paul da Burny apareceram pela primeira vez em 1975. Steve Jones da Sex Pistols usou guitarras Burny, assim como Hideto Matsumoto da X Japan, Mike Clark da Suicidal Tendencies, Robert Fripp da King Crimson, Steve Hackett da Genesis, Billie Joe Armstrong da Green Day, Michael Amott da Carcass e Arch Enemy, e Duff McKagan em seu projeto paralelo Loaded. e Andy Latimer da Camel também usou uma Burny Super Grade Flame Top como sua Les Paul principal.

## Características
O preço original de venda em Ienes japoneses é comumente incluso no número do modelo, por exemplo FLG-90 = 90000 Ienes japoneses. As guitarras elétricas mais caras da Burny possuíam captadores VH-1, estilo PAF, instalados de 1985 adiante. Os primeiros captadores VH-1, iniciando em 1983 (instalados nas Burny de 1985 a 1987) possuíam resistência de aproximadamente 7.5 kO DC, eram enrolados a mão, e possuíam magnetos em alnico. Os captadores VH-1 de 1987 em diante possuíam aproximadamente 8.2 kO DC, magnetos cerâmicos, e não eram parafinados.
As guitarras Burny mais caras possuem frisos acompanhando as bordas dos trastes, e a maioria dos modelos recebia acabamento com uma fina camada de poliuretano, com alguns poucos modelos mais caros apresentando acabamento com verniz nitrocelulose. Os modelos Les Paul FLG-240, FLG-150, FLG-90 e a FSA-80 Semi-Acústica foram feitas pela Terada de 1980 a 1981. Os modelos RLG-150, RLG-120, e RLG-90 foram feitos pela Matsumoku de 1982 a 1986. Algumas guitarras Burny dos anos 70 e 80 tinham uma junção de braço com espiga/encaixe (tenon-and-dowel) similar à que era utilizada em algumas guitarras Greco. Algumas guitarras Burny e Greco dos anos 80 possuíam uma junção com espiga parafusada que era utilizada em muitas guitarras feitas pela Matsumoku para a Aria.
Os primeiros modelos Les Paul da Burny possuíam o logo "Les Paul model" no headstock, que mudou para "Super Grade model" no final de 1980. Os modelos FLG-XX foram feitos do meio dos anos 70 até o começo dos anos 80, e os modelos RLG-XX foram feitos do começo dos anos 80 em diante. A Burny produziu modelos signature como a Randy Rhoads LC-70RR com captadores VH-1, e a John Sykes JS-70LC com captadores VH-3 e VH3J, ambas com frisos sobre os trastes, entre outras. A Fernandes também fabricou guitarras acústicas utilizando as marcas Fernandes e Burny. A Fernandes atualmente possui guitarras fabricadas no Japão, Coréia e China. A Fernandes não possui suas próprias fábricas, e confia sua produção a fábricas de guitarras contratadas OEM.
A Fernandes utilizou diversas fábricas diferentes para produzir as guitarras Burny, incluindo a Terada nos anos 70, Tokai no final dos anos 70, Terada (modelos FLG) no começo dos anos 80, Matsumoku (a maioria dos modelos RLG) , FujiGen (a maior parte dos modelos RLC e em 1992 a LG75GR "Guns n Roses model")  do começo dos anos 80 até a falência da Matsumoku em 1986, Dyna Gakki de 1986 até meados dos anos 90, e atualmente Tokai. A FujiGen não estava produzindo muitas guitarras de braço colado no final dos anos 80 e começo dos anos 90. A Atlansia forneceu corpos e braços para a Fernandes . Matsumoku, Santai  e Dyna Gakki também contribuíram para os programas de treinamento da Fernandes. Guitarras acústicas japonesas da Fernandes/Burny até 1982 eram fabricadas pela Hayashi Gakki, e a partir de 1982 pela Headway . Burny chinesas são atualmente fabricadas pela Yako (Taiwan).

## Números de Série
As Burny possuíam números de série estampados na traseira do headstock, em 5 dígitos de 1975 até 1977/78, 7 dígitos em tinta preta do final de 1978 até 1979 (Tokai), novamente 5 dígitos em baixo relevo de 1980 até 1982 (Terada e Matsumoku). O primeiro dígito geralmente indica o ano de fabricação.
A partir de 1982 até o começo dos anos 90 nenhum modelo possuía números de série, então eles apareceram novamente, porém, dentro das cavidades dos captadores (braço ou ponte, dependendo da época).
Exemplos:
- 80474 - 1978 FLG 70
- 8000437 - 1978 FLG 60 (número de série Tokai, em tinta preta)
- 03810 - 1980 FLG (número de série Terada, em baixo relevo)
- 44411 - 1994 RLG (cavidade do captador)
- 51906 - 1996 RLG (cavidade do captador)